# 佐塚佐和子
佐塚佐和子（さつか さわこ、1914年 - 1977年）は、台湾出身の歌手である。一時期「サワ・サツカ」名で歌を発表していたこともある。
日本人と原住民族の間に生まれ、歌手としてデビューし、歌謡曲「蕃社の娘」で有名になった。

## 概要
父親は日本人の佐塚愛祐。佐塚は長野県南佐久郡海瀬村出身で、警察官として台湾に赴任した。母親はタイヤル族の白狗群マシトバオン社の頭目・タイモ・ピホの娘、ヤワイ・タイモ。
両親は「和蕃政策」の一環で結婚し、二男三女をもうけた。佐和子は長女であった。父・愛祐は、理蕃警察に務め、霧社分室主任であった。父は霧社事件の際、蜂起軍に殺戮され、遺児となった。当時、佐和子は、台中高等女学校に在籍していた。
その後、女学校を卒業し、東京の東洋音楽学校に進学した。卒業後、才能を認められた佐和子はコロムビア所属となり、歌手の道に進んだ。その出自もあり、「霧社事件の遺児」として脚光を浴びた。おもに原住民族に題材をとった歌を発表し、話題になった。台湾での里帰り公演は観客にあふれ、戦地慰問で満州や南方戦線の昭南島（シンガポール）など各地を歌い歩いた。
最初「サワ・サツカ」名でデビューしたが、1940年の芸名統制令により本名の佐塚佐和子に戻った。
戦後は芸能活動には携わることはなく日本に住み続け、日本人と結婚し横浜で音楽教室を開いた。その後、離れ離れだった母親を1976年に日本に呼び寄せたが、翌年死亡し、佐和子も同年死去した。64歳であった。

## 代表曲
- 「蕃社の娘」（作詩：栗原白也、作曲：唐崎夜雨〈鄧雨賢〉）1939年　※「サワ・サツカ」名
- 「想い出の蕃山」（作詩：栗原白也、作曲：竹岡信幸、編曲：奥山貞吉）1939年　※「サワ・サツカ」名
- 「望郷の月」（作詞：松村又一、作曲：唐崎夜雨〈鄧雨賢〉）1940年
- 「南の花嫁」（作詞：西條八十、作曲：服部良一）1940年